# Luigi Bulleri
Luigi Bulleri (Pomarance, 10 maggio 1934 – Pisa, 18 settembre 2024) è stato un politico italiano.
Esponente del Partito Comunista Italiano, fu sindaco di Pisa tra il 1976 e il 1983, nei tumultuosi anni Settanta pisani: ritratto vivente di una città inquieta, è il sindaco che ordina la requisizione delle case sfitte e disabitate, attuata attraverso il suo assessore alle politiche abitative, il comunista Carmelo Scaramuzzino.
Fu eletto alla Camera alle elezioni del 1983 e a quelle del 1987, conseguendo, in entrambe le tornate, oltre 20 000 preferenze.
Fu presidente nazionale di ANPAS dal 1996 al 2004, oltre che coordinatore della Consulta Nazionale per il Volontariato presso il Forum del Terzo Settore. In tale veste, nel 2000 incontra il presidente della Repubblica Carlo Azeglio Ciampi ed ha promosso i Meeting nazionali della Solidarietà. Sotto la sua presidenza nel 2004, ANPAS ha celebrato il Centenario dalla sua fondazione, evento che ha fatto da catalizzatore alla conservazione documentale e alla ricerca storica, che ha trovato corpo con la pubblicazione del volume "I Volontari del Soccorso" di Fulvio Conti (Marsilio, 2004) e con la mostra "Storie nella Storia", che è stata esposta a Spoleto, Firenze, Ancona, Torino, Genova, Milano ed Isili. Ha promosso e presieduto UNITS (Università del Terzo Settore) 
Nel 2009, per la casa editrice Pacini, pubblicò la sua biografia, dal titolo "Il Sindaco rompe la catena".
Dal 2015 ricoprì la carica di Presidente del Circolo ARCI Rinascita di Pisa, uno dei più antichi e noti della città, secondo per fondazione solo al circolo "La Pista" sito nel quartiere di Putignano.
Nel 2019 ha pubblicato il libro “Marina. La scelta di vivere”, dedicato alla figlia, e nel 2024, con la collaborazione tecnica e politica di Lucia Calandra, il Volume "Dalla Politica al Volontariato", presentato il 23 maggio in occasione del 18° Meeting della Solidarietà ANPAS.